# Tomazetti
Tomazetti est un quartier de la ville brésilienne de Santa Maria, Rio Grande do Sul. Le quartier est situé dans district de Sede.

## Sous-quartiers
Le quartier possède les sous-quartiers (vilas) suivants : Parque Residencial Tomazetti, Tomazetti, Vila Tomaz.